# Europa&Italia
Europa&Italia è un cortometraggio del 1999 diretto da Bruno Bozzetto.

## Trama
Il comportamento degli italiani a confronto con quello del resto degli europei.